# Pantaenius Rund Skagen Race

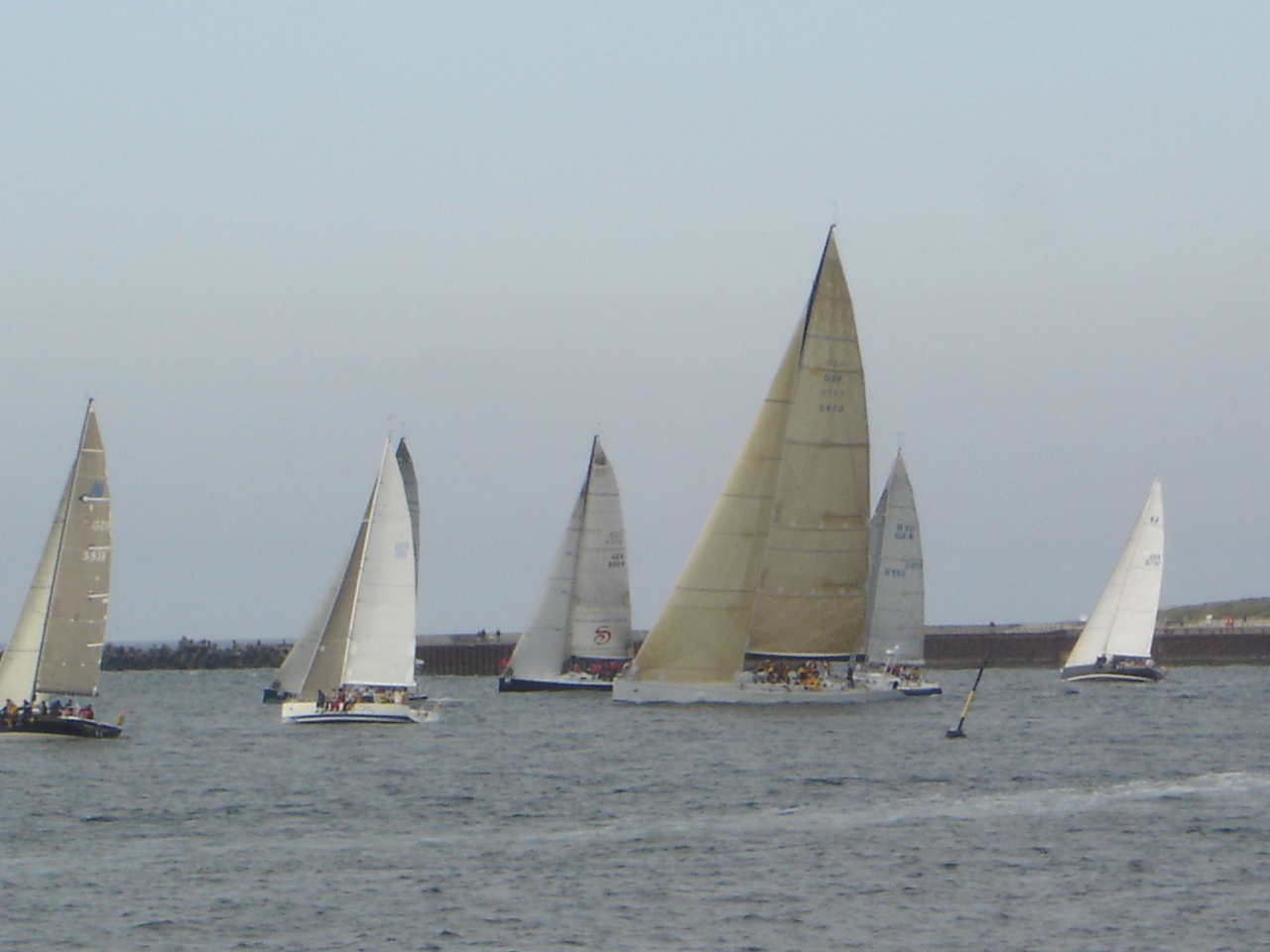
Start zum Pantaenius Rund Skagen Race in Helgoland auf der Reede zwischen Hauptinsel und Düne, 2010

Das Pantaenius Rund Skagen Race, oder kurz Skagen Rund genannt, wird alle zwei Jahre (im geraden Jahr) im Anschluss an die alljährlich um Pfingsten stattfindende Nordseewoche veranstaltet. 

## Geschichte
Nach der Nordseewoche mit den vielen Kurzbahnen rund um Helgoland wollte man den Seglern eine anspruchsvolle Langstreckenregatta anbieten. Dieses traditionell am Pfingstmontag gestartete Hochseerennen wechselt sich jährlich mit der Helgoland-Edinburgh-Regatta ab.
Erstmals wurde die Regatta „Rund Skagen“ 1932 veranstaltet. Der erste Start nach dem Zweiten Weltkrieg fand 1950 in Bremerhaven statt. Ab 1953 wurde wieder ab Helgoland Richtung Kiel gestartet.
Das Pantaenius Rund Skagen Race wird von dem Hamburger Yachtversicherer Pantaenius gesponsert und führt über ca. 510 Seemeilen von Helgoland aus durch die Nordsee und den Skagerrak um das dänische Kap Skagen herum durch das Kattegat und den Großen Belt zur Ziellinie beim Leuchtturm Kiel.
Es ist die anspruchsvollste deutsche Hochseeregatta. Die Nordsee mit ihren zum Teil sehr rauen Wetterverhältnissen fordern den Mannschaften und dem Material alles ab. Ausländische Regattateilnehmer haben das Rennen mit dem Sydney-Hobart-Regatta verglichen. In den Gewässern rund um Dänemark (insbesondere im Kattegat und im Großen Belt) spielt vor allem auch das geschickte Ausnutzen der Windverhältnisse eine entscheidende taktische Rolle. Je nach Windrichtung und Tageszeit müssen der Navigator und der Taktiker entscheiden, entweder ganz in Küstennähe oder in gebührendem Abstand von ihr zu segeln, oder sogar für ein paar Stunden zu ankern.

## Rekorde
- Der erste nennenswerte und dokumentierte Geschwindigkeitsrekord für Einrumpfboote wurde im Jahr 1973 durch die Diana III, mit Eigner Henry Thomas aus Bremen und Steuermann Harald Baum mit 55 Stunden und 1 Minute aufgestellt.

- Der Rekord wurde eingestellt im Jahre 2000 durch die (alte) Yacht UCA, eine 67-Fuß-Baltic von Eigner Klaus Murmann, Steuermann war Walter Meier-Kothe. Gesegelte Zeit: 43 Stunden und 46 Minuten.

- Die (neue) UCA, eine 85-Fuß-Maxi-Yacht von Eigner Klaus Murmann hat den Rekord im Jahr 2004 nur um 3 Minuten verpasst.

- 2010 verpasste die Hexe von Eigner Norbert Plambeck nur knapp den Rekord durch eine Flaute auf den letzten Seemeilen.

## Wanderpreis
Pantaenius hat im Jahr 1994 einen Wanderpreis in Form einer großen Bronzeguss-Skulptur, einem Wikingerschiff, von Hermann Noack aus Berlin, für die schnellste Yacht nach häufigster Vermessung gestiftet.